# Liste der Biografien/Brai
Liste der Biografien |
Portal Biografien |
Personensuche
# |
A |
B |
C |
D |
E |
F |
G |
H |
I |
J |
K |
L |
M |
N |
O |
P |
Q |
R |
S |
T |
U |
V |
W |
X |
Y |
Z |
?
 
Ba |
Be |
Bd |
Bg |
Bh |
Bi |
Bj |
Bl |
Bm |
Bn |
Bo |
Br |
Bs |
Bu |
Bw |
By |
Bz
 
Bra |
Brc |
Brd |
Bre |
Brg |
Bri |
Brj |
Brk |
Brl |
Brn |
Bro |
Brp–Brt |
Bru |
Brv |
Bry |
Brz
 
Braa |
Brab |
Brac |
Brad |
Brae |
Braf |
Brag |
Brah |
Brai |
Braj |
Brak |
Bral |
Bram |
Bran |
Brao |
Braq |
Brar |
Bras |
Brat |
Brau |
Brav |
Braw |
Brax |
Bray |
Braz
Die Liste der Biografien führt alle Personen auf, die in der deutschsprachigen Wikipedia einen Artikel haben. Dieses ist eine Teilliste mit 119 Einträgen von Personen, deren Namen mit den Buchstaben „Brai“ beginnt.

## Brai

### Braib
- Braibant, Charles (1889–1976), französischer Archivar

### Braid
- Braid, Ambur (* 1983), kanadische Opernsängerin (Sopran)
- Braid, James (1795–1860), schottischer Chirurg
- Braid, James (1870–1950), schottischer Golfspieler
- Braid, John (1869–1960), britischer Cricketspieler
- Braida, Alberto (* 1966), italienischer Jazzpianist und Komponist
- Braida, Carlo (1868–1929), italienischer Radrennfahrer
- Braida, Dante Gustavo (* 1968), argentinischer Geistlicher und römisch-katholischer Bischof von La Rioja
- Braide, Chris (* 1973), britischer Sänger, Komponist, Songwriter und Musikproduzent
- Braide, Ekanem Ikpi (* 1946), nigerianische Parasitologin und Hochschullehrerin
- Braides, Andrea (* 1961), italienischer Mathematiker
- Braido, Jacyr Francisco (* 1940), brasilianischer Ordensgeistlicher, emeritierter römisch-katholischer Bischof von Santos
- Braido, Pietro (1919–2014), römisch-katholischer Ordensgeistlicher, Theologe und Pädagoge
- Braido, William (* 1992), brasilianischer Kugelstoßer
- Braidot, Luca (* 1991), italienischer Radrennfahrer
- Braidotti, Rosi (* 1954), italienisch-australische Philosophin und Theoretikerin des FeminismusRosi Braidotti (* 1954)

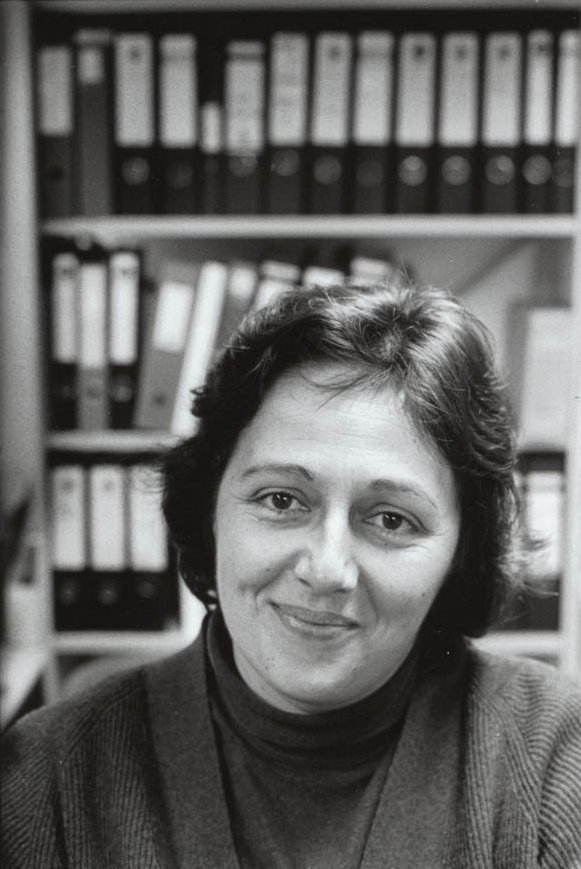
Rosi Braidotti (* 1954)

- Braidt, Andrea (* 1971), österreichische Film- und Medienwissenschafterin
- Braidwood, Linda (1909–2003), US-amerikanische Prähistorikerin
- Braidwood, Robert John (1907–2003), amerikanischer Vorderasiatischer Archäologe
- Braidwood, Thomas (1715–1806), britischer Pädagoge
- Braidwood, Tom (* 1948), kanadischer Schauspieler, Regisseur und Filmproduzent

### Braie
- Braier, Natasha (* 1974), argentinische Kamerafrau

### Braig
- Braig, Albin (* 1951), schwäbischer MundartschauspielerAlbin Braig (* 1951)

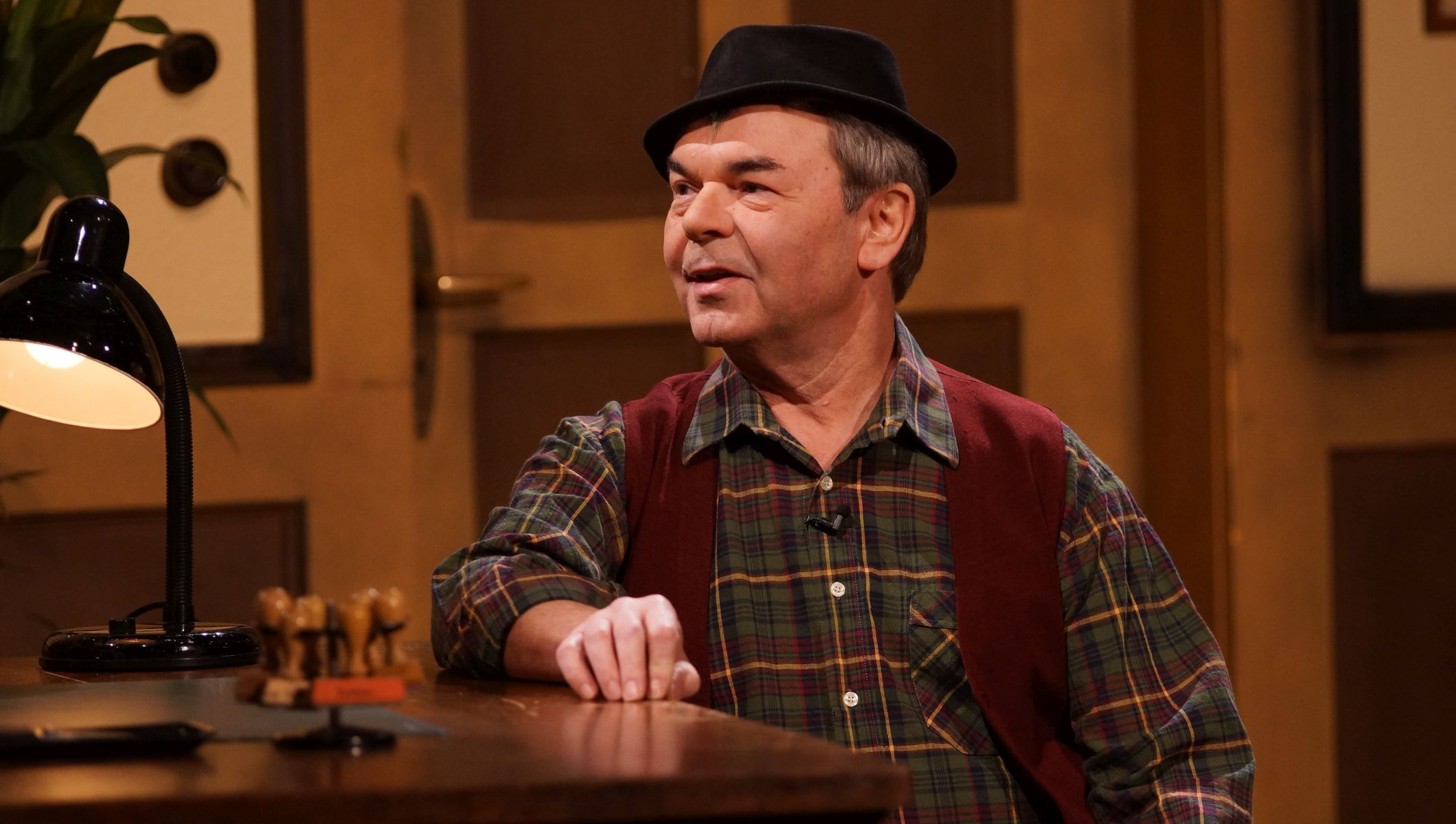
Albin Braig (* 1951)

- Braig, Augustin (1766–1821), deutscher römisch-katholischer Theologe und Hochschullehrer
- Braig, Bastian (* 1979), deutscher Schauspieler und Fernsehproduzent
- Braig, Carl (1852–1923), deutscher katholischer Theologe und Philosoph
- Braig, Georg (1888–1962), deutscher Politiker
- Braig, Helmut (1923–2013), deutscher Maler, Bildhauer, Grafiker, Filmemacher und Buchautor
- Braig, Johannes (* 1967), deutscher Künstler der figurativen Malerei
- Braig, Marianne (* 1953), deutsche Soziologin, Filmemacherin, Verlegerin und Hochschullehrerin
- Braig, Michael (1774–1832), Pater und Mönch des Benediktinerordens (OSB)

### Braik
- Braiki, Khalid al- (* 1993), omanischer Fußballspieler
- Braikia, Tayeb (* 1974), dänischer Radrennfahrer und Radsporttrainer

### Brail
- Brăila, Pavel (* 1971), moldauischer Konzeptkünstler
- Brailas-Armenis, Petros (1812–1884), griechischer Philosoph
- Brailko, Varvara (* 2002), lettische Beachvolleyballspielerin
- Braillard, John (1822–1883), Schweizer Politiker
- Braillard, Vincent (* 1985), Schweizer Motorradrennfahrer
- Braillard, Willy (* 1946), belgischer Autorennfahrer
- Braille, Louis (1809–1852), französischer Erfinder der Blindenschrift (Brailleschrift)Louis Braille (1809–1852)

Louis Braille (1809–1852)

- Brăiloiu, Constantin (1893–1958), rumänischer Komponist und Musikethnologe
- Brailovsky, Daniel (* 1958), israelisch-argentinischer Fußballspieler
- Brailovsky, Ezequiel (* 1979), argentinischer Fußballschiedsrichterassistent
- Brailovsky, Viktor (* 1935), israelischer Politiker und Minister
- Brailowski, Jewgeni Iossifowitsch (* 1984), russischer Freestyle-Skier
- Brailowsky, Alexander (1896–1976), russisch-französischer Pianist
- Brailsford, David (* 1964), britischer Radsporttrainer und Manager
- Brailsford, Henry Noel (1873–1958), britischer Journalist
- Brailsford, Jane Esdon (1874–1937), schottisch-britische Suffragette

### Braim
- Braim, Paul F. (1926–2001), US-amerikanischer Oberst, Militärhistoriker und Militärschriftsteller
- Braimoh, Dion Mohammed (* 1999), deutscher Basketballspieler
- Braimoh, Maria (* 1990), nigerianische Badmintonspielerin
- Braimoh, Suleiman (* 1989), nigerianisch-US-amerikanischer Basketballspieler

### Brain
- Brain, Archie (* 1942), britischer Anästhesist
- Brain, Aubrey (1893–1955), britischer Hornist und Musikpädagoge
- Brain, Benjamin (1753–1794), englischer Boxer in der Bare-knuckle-Ära
- Brain, Charles Kimberlin (1931–2023), südafrikanischer Paläoanthropologe
- Brain, Christopher, 2. Baron Brain (1926–2014), britischer Adliger und Politiker
- Brain, Dennis (1921–1957), britischer Hornist
- Brain, Jimmy (1900–1971), englischer Fußballspieler
- Brain, Marilyn (* 1959), kanadische Ruderin
- Brain, Mark (* 1978), deutscher DJ
- Brain, Marshall (1961–2024), US-amerikanischer Autor, Moderator und Unternehmer
- Brain, Terence (* 1938), englischer Geistlicher, emeritierter Bischof von Salford
- Brainard, J. Edwin (1859–1942), US-amerikanischer Politiker
- Brainard, Joe (1941–1994), US-amerikanischer Künstler und Autor
- Brainard, Lael (* 1962), US-amerikanische Ökonomin
- Brainbridge, Ernest (1890–1984), australischer Radrennfahrer
- Braine, Bernard, Baron Braine of Wheatley (1914–2000), britischer Politiker der Conservative Party und Life Peer
- Braine, John (1922–1986), britischer Autor
- Braine, Pierre (1900–1951), belgischer Fußballspieler
- Braine, Raymond (1907–1978), belgischer Fußballspieler und -trainer
- Brainerd, David (1718–1747), US-amerikanischer Missionar unter den Indianern
- Brainerd, John G. (1904–1988), US-amerikanischer Elektrotechniker
- Brainerd, Lawrence (1794–1870), US-amerikanischer Politiker
- Brainerd, Samuel Myron (1842–1898), US-amerikanischer Politiker
- Brainin, Boris (1905–1996), österreichischer Dichter, Satiriker, Nachdichter, Übersetzer, Antifaschist
- Brainin, Elisabeth (* 1949), österreichische Psychoanalytikerin und Autorin
- Brainin, Fritz (1913–1992), austroamerikanischer Schriftsteller
- Brainin, Hugo (* 1924), österreichischer Überlebender und Zeitzeuge des Holocaust
- Brainin, Lotte (1920–2020), österreichische Widerstandskämpferin gegen den Nationalsozialismus, Zeitzeugin und Überlebende des Holocausts
- Brainin, Michael (* 1951), österreichischer Neurologe und Schlaganfallforscher
- Brainin, Norbert (1923–2005), österreichisch-britischer Violinist
- Brainin, Ruben (1862–1939), hebräischer und jiddischer Schriftsteller und Literaturkritiker
- Brainin, Valeri (* 1948), russisch-deutscher Musikfunktionär, Musikpädagoge und Musiktheoretiker
- Brainin-Donnenberg, Wilbirg (* 1963), österreichische Filmemacherin, Filmkuratorin, Publizistin und Geschäftsführerin des drehbuchFORUM Wien
- Brainsby, Harold (1910–1975), neuseeländischer Dreispringer

### Brais
- Braisaz-Bouchet, Justine (* 1996), französische Biathletin
- Braislin, Priscilla (1838–1888), US-amerikanische Mathematikerin und Hochschullehrerin

### Brait
- Brait, Andrea (* 1982), österreichische Geschichtsdidaktikerin und Zeithistorikerin
- Brait, Johann (* 1937), österreichischer Landwirt und Politiker (ÖVP)
- Braitenberg, Carl von (1892–1984), italienischer Politiker (Südtirol), MdEP
- Braitenberg, Valentin (1926–2011), italienischer Hirnforscher, Kybernetiker und SchriftstellerValentin Braitenberg (1926–2011)

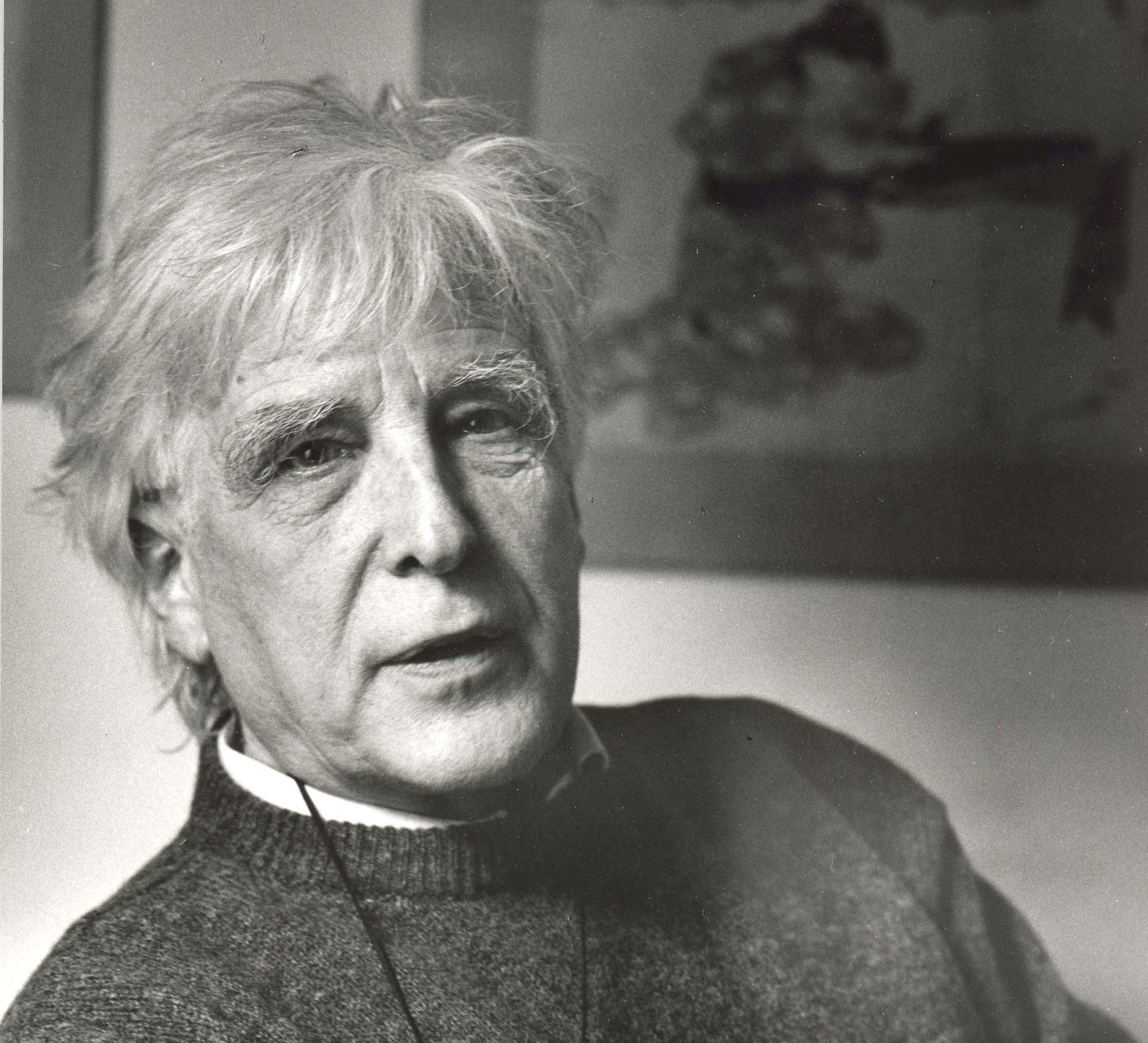
Valentin Braitenberg (1926–2011)

- Braitenberg, Zeno (* 1964), italienischer Fernsehmoderator
- Braitenbücher, Joseph Heinrich von (1676–1749), römisch-katholischer Weihbischof in Wien
- Braith, Anton (1836–1905), deutscher Maler
- Braith, George (* 1939), US-amerikanischer Jazz-Saxophonist
- Braithwaite, Darren (* 1969), britischer Leichtathlet
- Braithwaite, Daryl (* 1949), australischer Popmusiker
- Braithwaite, E. R. (1912–2016), guyanischer Schriftsteller und Diplomat
- Braithwaite, Franklyn (* 1961), antiguanischer Regattasegler
- Braithwaite, John (1797–1870), englischer Ingenieur und Erfinder
- Braithwaite, John (1925–2015), britischer Sportschütze
- Braithwaite, John (* 1951), australischer Kriminologe und Soziologe
- Braithwaite, Junior (1949–1999), jamaikanischer Sänger
- Braithwaite, Lilian (1873–1948), englische Schauspielerin
- Braithwaite, Martin (* 1991), dänischer FußballspielerMartin Braithwaite (* 1991)

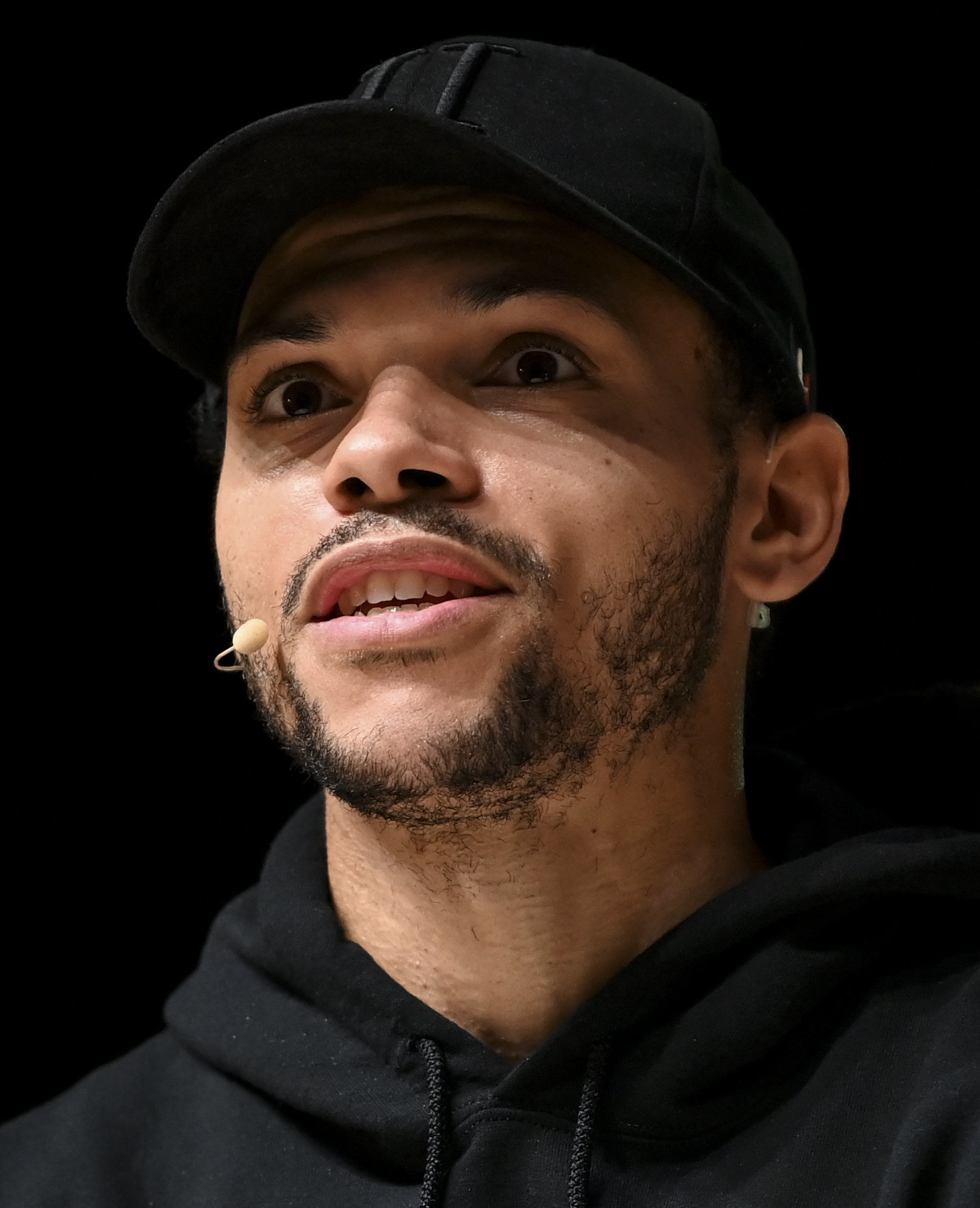
Martin Braithwaite (* 1991)

- Braithwaite, Max (1911–1995), kanadischer Schriftsteller
- Braithwaite, Norine (* 1951), britische Mittel- und Langstreckenläuferin
- Braithwaite, Oyinkan (* 1988), nigerianisch-britische Schriftstellerin
- Braithwaite, Richard Bevan (1900–1990), britischer Wissenschaftstheoretiker
- Braithwaite, Rodric (* 1932), britischer Diplomat
- Braithwaite, Walter (1865–1945), britischer General
- Braithwaite, Warwick (1896–1971), neuseeländischer Dirigent
- Braithwaite, Wayne (* 1975), guyanischer Weltmeister im Cruisergewicht
- Braithwaite, William Stanley (1878–1962), US-amerikanischer Dichter, Anthologist und Literaturkritiker
- Braitmichel, Kaspar († 1573), Täufer, Chronist der Täufer
- Braito, Silvestr Maria (1898–1962), tschechischer katholischer Priester der Dominikaner, Theologe, Dichter, Literaturkritiker und Publizist
- Braitschenko, Nikolai (* 1986), kasachischer Biathlet